# 艾奥瓦领地
爱荷华领地（英語：Iowa Territory），美国历史上的合并建制领土，存续时间为1838年7月4日至1846年12月28日。1846年12月28日，爱荷华领地东南部建州为爱荷华州；其余部分则成为无建制领土。